# Guadarrama (rivière)
Pour les articles homonymes, voir Guadarrama.
Le Guadarrama est une rivière d'Espagne, affluent du Tage.

## Géographie
Il naît dans la Communauté de Madrid qu'il traverse dans sa partie haute et moyenne. Puis il poursuit son cours et se finit dans la province de Tolède après un parcours de 131,8 km.
Il prend sa source dans la vallée de Fuenfria à environ 1 900 m d'altitude dans la Sierra de Guadarrama.